# Casper Nielsen
Casper Mørup Nielsen (* 29. April 1994 in Esbjerg) ist ein dänischer Fußballspieler.
Während seiner bisherigen aktiven Karriere spielte er für seinen Jugendverein Esbjerg fB, für die er im Jahr 2012 in einem Pflichtspiel in der ersten Mannschaft debütierte, sowie für Odense BK. Seit Juli 2022 stand Nielsen in Belgien beim FC Brügge unter Vertrag, bevor er im Sommer 2025 zu Standard Lüttich wechselte. Des Weiteren lief er seit der U16 für dänische Nachwuchsnationalmannschaften auf und wurde im März 2022 zum ersten Mal für die A-Nationalmannschaft Dänemarks nominiert.

## Karriere

### Verein
Der in Esbjerg, einer Hafenstadt an der Nordseeküste mit rund 70.000 Einwohnern, geborene Casper Nielsen, dessen Vater Henrik ebenfalls Fußballspieler war, hat für die Jugend von Esbjerg fB gespielt und debütierte am 28. November 2012 im Alter von 19 Jahren beim 2:1-Auswärtssieg im dänischen Pokal gegen Lyngby BK für die erste Mannschaft. Die Esbjerger waren im Jahr 2011 nach zehn Jahren Ligazugehörigkeit aus der Superliga abgestiegen, konnten aber ein Jahr später die direkte Rückkehr realisieren und spielten in der Saison 2012/13 – obwohl sie lange Zeit gegen den Abstieg kämpften – nach einer Leistungssteigerung um einen Europapokalplatz und belegten zum Saisonende den vierten Platz, der gleichbedeutend mit der Teilnahme an der Europa League war. Zudem gewann der Verein den dänischen Pokal, nachdem im Finale Randers FC mit 1:0 geschlagen wurde. Im Ligaalltag war Nielsen zu lediglich einem Einsatz gekommen – dies war auch sein erster Einsatz in der Superliga – und im Finale gehörte er nicht zum Kader. In der Saison 2013/14 lief er regelmäßiger in der Liga auf, war aber bei seinen 15 Punktspieleinsätzen lediglich dreimal Teil der Startelf. Im Ligaalltag war Esbjerg fB zum Ende der Saison Tabellenfünfter. International machte Esbjerg fB auf sich aufmerksam, als sie sich in der Saison 2013/14 in der Europa League für die Zwischenrunde qualifizierten. Dort war der AC Florenz Endstation. Während dieser Europareise kam Casper Nielsen zu drei Einsätzen. Als Titelverteidiger schied Esbjerg fB im dänischen Pokal im Achtelfinale gegen Lyngby BK aus.
Als Tabellenfünfter der Saison 2013/14 spielte der Verein in der Spielzeit 2014/15 erneut in der Europa League, schied allerdings in der dritten Qualifikationsrunde wegen der Auswärtstorregel gegen den polnischen Vertreter Ruch Chorzów aus. Nielsen schoss dabei beim 2:2 im Rückspiel ein Tor. In der Liga spielte er in 26 Partien (ein Torerfolg), wobei er in elf Spielen in der Anfangself stand und dabei im zentralen Mittelfeld, als rechter Mittelfeldspieler oder im linken Mittelfeld eingesetzt wurde. In der Saison 2015/16 erkämpfte sich Casper Nielsen einen Stammplatz und war dabei im Mittelfeld der Esbjerger erste Wahl. Die Hinrunde der Saison 2016/17 verbrachte Nielsen noch bei Esbjerg fB und war dabei Stammspieler im Mittelfeld.
In der Wintertransferperiode der Saison folgte ein Wechsel zu Odense BK. Auch auf Fünen war Casper Nielsen Stammspieler und im Mittelfeld des Vereins gesetzt. Odense BK konnte sich für die Teilnahme an den ligainternen Play-offs um einen Startplatz in der Europa League sichern. Dort setzte sich Odense BK zunächst gegen Silkeborg IF durch, allerdings bedeutete dann Randers FC das Ende aller Träume auf Europapokalreisen. In der Saison 2017/18 war Nielsen – abgesehen von einer kurzen Phase in der Hinrunde – Stammspieler geblieben und wurde dabei abwechselnd als zentraler Mittelfeldspieler oder als linker Mittelfeldspieler eingesetzt. Genau wie in der Vorsaison hatte Odense BK sich dann erneut für die ligainternen Play-offs um die Teilnahme an der Europa League qualifiziert. Dort erwies sich Aarhus GF als zu stark. Die Saison 2018/19 war die letzte Saison von Casper Nielsen im Trikot von Odense BK, in der der fünfte Platz belegt wurde. Als Stammspieler war er lange Zeit als zentraler Mittelfeldspieler eingesetzt worden, ehe er sich gegen Saisonende auf der Position des rechten Außenstürmers wiederfand.
Zur Saison 2019/20 wechselte er nach Belgien zum damaligen Zweitligisten Royale Union Saint-Gilloise aus den zur Region Brüssel-Hauptstadt gehörenden Gemeinden Vorst und Sint-Gilis. Schnell erkämpfte sich Nielsen einen Stammplatz und wurde dabei zumeist als offensiver Mittelfeldspieler gesetzt. Wegen der COVID-19-Pandemie wurde die Saison nicht fortgesetzt. Eine Saison später behielt er seinen Stammplatz und wurde dabei weiterhin zumeist im offensiven Mittelfeld der Mannschaft eingesetzt. Zum Saisonende stieg RU Saint-Gilloise als Zweitligameister in die Division 1A auf. Zu diesem Erfolg trug Casper Nielsen mit vier Toren und fünf Vorlagen bei. In der Saison 2021/22 bestritt er 39 von 40 möglichen Spielen für Saint-Gilloise, in denen er sieben Tore schoss, sowie zwei Pokalspiele und erreichte mit dem Verein die belgische Vizemeisterschaft.
Mitte Juli 2022 wechselte er zum Ligakonkurrenten und Vorjahresmeister FC Brügge, wo er einen Vertrag mit einer Laufzeit bis zum Ende der Saison 2025/26 unterschrieb. In seiner ersten Saison für Brügge bestritt er 36 von 40 möglichen Ligaspielen, in denen er 9 Tore schoss. Lediglich bei vier Spielen fehlte er wegen einer Wadenverletzung. Dazu kamen zwei Pokalspiele und acht Spiele in der Champions League. In der nächsten Saison wurde er bei 31 von 40 möglichen Ligaspielen eingesetzt, bei denen er zwei Tore schoss. Hinzu kamen vier Pokalspiele und 13 Spiele im Europapokal mit einem Tor. Nielsen wurde mit dem FC Brügge belgischer Meister.
In der Saison 2024/25 waren es 19 von 40 möglichen Ligaspielen sowie fünf Pokalspiele und sechs Spiele in der Champions League, in denen er jeweils ein Tor schoss. Hinzu kam das verlorene Spiel um den belgischen Supercup. Die Saison endete mit dem Gewinn des belgischen Pokals.
Anfang Juli 2025 wechselte Nielsen zum Ligakonkurrenten Standard Lüttich, bei dem er einen Vertrag mit einer Laufzeit von drei Jahren unterschrieb.

### Nationalmannschaft
Am 13. Oktober 2009 debütierte Casper Nielsen bei einem Freundschaftsspiel gegen Irland, welches mit 4:1 gewonnen wurde, für die dänische U16-Nationalmannschaft. Bis Mai 2010 kam er auf fünf Einsätze, darunter zwei Spiele im Aegean Cup. Nielsen absolvierte im August 2010 daraufhin drei Partien für die U17-Nationalmannschaft. Erst in der U20-Auswahl war er wieder Teil des Kaders einer Nachwuchsnationalmannschaft und spielte von Mai bis Oktober 2013 fünf Partien für diese Altersklasse. Am 3. September 2015 debütierte Casper Nielsen bei der 1:2-Niederlage im Freundschaftsspiel gegen Deutschland für die U21-Nationalmannschaft Dänemarks. Mit dieser Altersklasse qualifizierte er sich für die U21-Europameisterschaft 2017 in Polen und bei dieser Endrunde gehörte er dem dänischen Kader an. Die dänische Mannschaft war bei der U21-Europameisterschaft nach der Gruppenphase ausgeschieden und Nielsen kam in zwei Spielen zum Einsatz.
Im März 2022 wurde er erstmals für die A-Nationalmannschaft Dänemarks nominiert, als er für die Testspiele gegen die Niederlande und gegen Serbien nachnominiert wurde. Gegen die Niederländer in Amsterdam gehörte er nicht zum Kader, gegen die Serben in Kopenhagen saß er über die komplette Spielzeit auf der Bank.

## Erfolge
- Dänischer Pokalsieger: 2012/13
- Belgischer Meister: 2023/24
- Belgischer Pokalsieger: 2024/25